# Русская галерея — XXI век
«Русская галерея — XXI век» — ежемесячный российский журнал. Содержит искусствоведческий анализ живописных, графических и декоративно-прикладных работ художников, скульпторов и других мастеров художественного промысла современной России. Выпускается с 2006 года издательством «Наука и культура», входящим в Издательский Дом «Панорама» по инициативе Союза художников России и при поддержке Некоммерческого фонда содействия развитию национальной культуры и искусства.

## О журнале
Издание  освещает сегменты художественной жизни: так называемое «актуальное искусство», работу Академии художеств, различных союзов художников, в том числе Союза художников России, многочисленных центров современного искусства, музеев, аукционов и арт-галерей.
Журнал ориентирован на широкий круг читателей: российские и зарубежные галеристы, арт-критики, историки искусства, искусствоведы, художники-профессионалы и все, кто неравнодушен к искусству, смогут найти для себя интересную и полезную информацию.
Выпускается с 2006 года по инициативе Союза художников России и при поддержке Некоммерческого фонда содействия развитию национальной культуры и искусства.
Главный редактор — Павел Соколов.

## Редакционный совет
- З.К. Церетели — Президент Российской академии художеств,
- А.Н. Ковальчук — Председатель правления Союза художников России,
- Н.И. Боровской — Действительный член Российской Академии художеств, Заслуженный деятель искусств РФ, Народный художник РФ,
- Р. Денти — Президент Международной академии Квантового Искусства - IAMAQ,
- Г.Н. Гинзбург —Руководитель Экспертного Совета Евразийского Художественного Союза, академик Европейской академии естественных наук (Германия, г. Ганновер), почетный доктор искусствоведения, профессор

## Спецпроекты
- Смотр-конкурс художественного творчества учащихся средних, специальных и высших художественных заведений России под названием «И вечной памятью двенадцатого года» (2011—2012);
- «В семье единой» — проект, посвящённый творчеству художников национальных образований Российской Федерации (2011);[2]
- Ежегодная премия в области современного изобразительного и  декоративного искусства «Русская галерея – XXI век» (совместно с Фондом  содействия развитию национальной культуры и искусства России) для поощрения художников, скульпторов, мастеров декоративно-прикладного искусства, народного творчества России (с 2008).[3]

### Среди  лауреатов премии
- народный художник России Боровской Николай Иванович (золотая медаль за 2008 год);
- художник Церетели Зураб Константинович(золотая медаль за 2009 год);
- народные художники Коржев Гелий Михайлович  и Глазунов, Илья Сергеевич (золотые медали за 2010 год).

## Проведение международных выставок
- Берлин, 2008 год. Художественная выставка работ калмыцких художников «Степная сюита», посвящённая 400-летию добровольного вхождения Калмыкии в состав России.[4]
- Берлин, 2009 год. Выставка работ лауреатов Национальной премии в области современного изобразительного и декоративного искусства России «Русская галерея — XXI век».
- Берлин, 2010 год. Выставка работ лауреатов Национальной премии в области современного изобразительного и декоративного искусства России «Русская галерея — XXI век».[5]
- Вена, 2011 год. Выставка современной графики и акварели «Русская галерея — XXI век».[6]